# Methoden zum Lösen des Zauberwürfels

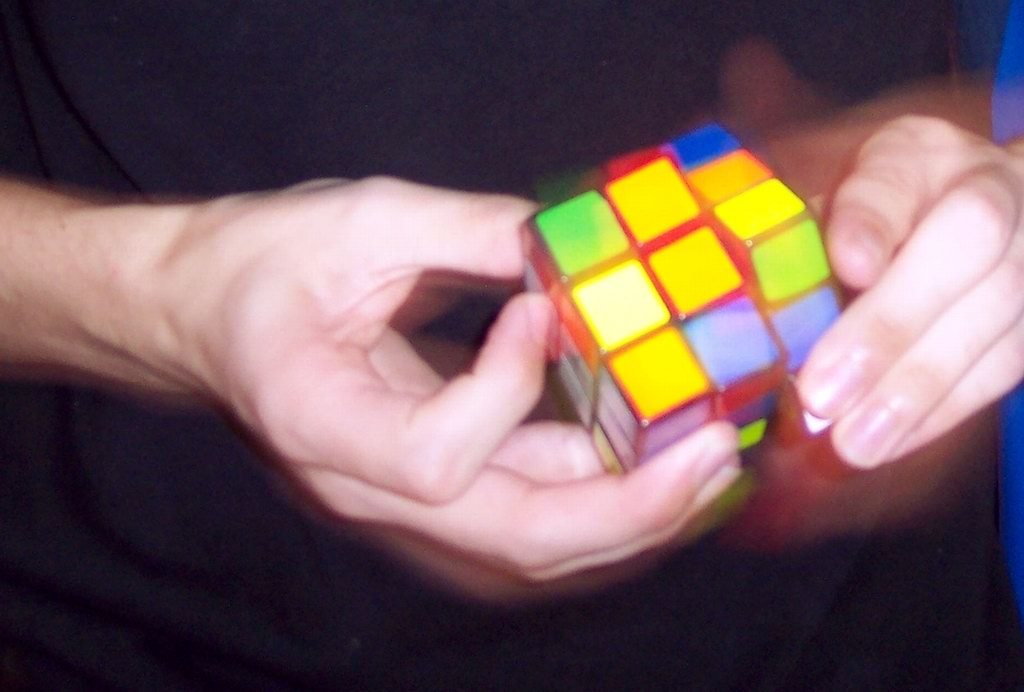
Speedcubing

Zum Lösen des Zauberwürfels gibt es verschiedene Methoden. Im Juli 2010 bewies Tomas Rokicki zusammen mit Morley Davidson, John Dethridge und Herbert Kociemba die Vermutung, dass nie mehr als 20 Züge notwendig sind. Wird das Lösen wettbewerbsmäßig betrieben, so spricht man vom Speedcubing.

## Begriffe
Jeder dieser Methoden liegen gewisse gemeinsame Begriffe zu Grunde, welche im Folgenden erläutert werden:

### Mittelsteine
Die Mittelsteine sind die Bausteine, die nur eine Fläche haben. Beim Standardwürfel findet sich in der Mitte jeder Seite ein solcher Stein. Es gibt somit sechs Mittelsteine. Jeder Mittelstein lässt sich drehen, aber die relative Position der Mittelsteine zueinander ist nicht veränderbar. Sie lassen sich nicht nach außen verschieben. Die Mittelsteine geben somit an, welche Farbe die jeweilige Seite später bekommt.

### Kanten
Kanten werden die Steine genannt, die zwei Flächen besitzen. Sie befinden sich immer zwischen zwei Ecken. An einem 3×3×3-Zauberwürfel gibt es exakt zwölf Kanten.

### Ecken
Mit Ecken sind die Steine gemeint, die drei Flächen haben und sich zwischen drei Kanten befinden. An einem Zauberwürfel gibt es insgesamt acht solcher Ecken.

### Slots
Mit Slots sind bestimmte Bereiche gemeint, die es zu lösen gilt. Bei den hier genannten Methoden ist mit einem Slot ein Paar gemeint, bestehend aus einem Eck- und einem Kantenstein, die von der ersten Ebene abwärtsgehen.

### Algorithmen
Jede Methode hat bestimmte Algorithmen. Damit ist gemeint, dass man für bestimmte Situationen bestimmte Zugfolgen festlegt, um bestimmte Ziele zu erreichen. Es gibt Lösungsmethoden mit vielen, aber auch welche mit wenigen Algorithmen.

### Arbeitsebene
Eine Arbeitsebene ist eine Ebene, die man (mehr oder weniger) frei bewegen kann, ohne etwas bereits Ausgebautes zu zerstören. Gegen Ende des Lösungsvorganges, je nach Methode mal früher und mal später, werden diese Arbeitsebenen weniger und schließlich schwinden sie ganz. Eine Arbeitsebene ist also nicht etwa mechanisch definiert, sondern definiert sich abhängig von der angewandten Methode.

### Look ahead
Beim look ahead handelt es sich um eine Technik, die für das schnelle Lösen eines Zauberwürfels nahezu unerlässlich ist, aber auch viel Übung erfordert. Dabei wird, während ein Schritt bei der Lösung gemacht wird, bereits der nächste Schritt geplant, wodurch sich die Zeit zwischen den einzelnen Schritten reduziert. Dadurch ist es möglich, den Würfel so gut wie ohne Pausen zu lösen.

## Die Lösungsmethoden

### Erste Veröffentlichungen
Erste Lösungen wurden von begeisterten Mathematikern im Jahr 1979 entwickelt und in Fachaufsätzen veröffentlicht. Bekannte Vertreter dieser frühen Zauberwürfel-Enthusiasten waren die in England tätigen Mathematiker David Singmaster und John Horton Conway. Bald nach der Marktverfügbarkeit des Zauberwürfels in Deutschland wurden auch erste Lösungsansätze auf Deutsch veröffentlicht.
Im November 1980 wurde in der Zeitschrift Bild der Wissenschaft die Lösungsmethode von Max Konrad Koppe publiziert. Im Gegensatz zu späteren Ansätzen wurden hier die Ecken vor den Kanten in die richtige Position gebracht. Nach der Fertigstellung der ersten Ebene (Oberseite) wurden die Ecken der Unterseite richtig positioniert. Dann wurde die fertige Seite nach hinten gekippt. Nun wurden die beiden Kanten in der mittleren Ebene (Mittelband) korrigiert, dann die Kanten oben und unten durch verschiedene Zugfolgen getauscht und gedreht.
Da der Lösungsweg der Novemberausgabe allerdings vielen Lesern schwer zu fallen schien, veröffentlichte Bild der Wissenschaft im Dezember 1980 die Lösungsmethode des bekannten Mathematikers John Horton Conway. Ergänzt wurde die Lösungsmethode durch mathematische Überlegungen zur Gruppenstruktur des Würfels. Es handelte sich um eine ausführlich beschriebene und bebilderte Layer-By-Layer-Methode, mit der der Würfel problemlos gelöst werden konnte. Sie zeichnete sich durch systematisches und leicht nachzuvollziehendes Vorgehen mittels folgender strategischer Schritte aus:
- Lösen der Unterseite
- Lösen der mittleren waagrechten Scheibe
- Lösen der Oberseite:
  - Positionierung der Kanten
  - Positionierung der Ecken
  - Orientierung der Kanten
  - Orientierung der Ecken

Im Januar 1981 erschien im Spiegel ein ähnliches Lösungsverfahren, beschrieben mit bildhaften Darstellungen der einzelnen Drehungen. Es handelte sich ebenfalls um ein Layer-By-Layer-Verfahren und wich von Conways Verfahren in der Reihenfolge der strategischen Schritte ab.
Eine der ersten Veröffentlichungen im englischsprachigen Raum waren David Singmasters Büchlein „Notes on Rubik's Magic Cube“ (ab 1979 im Eigenverlag unter etwas anderem Namen, und ab 1981 im Buchhandel, aber immer noch in Manuskript-Form), welches zwar ab der Version von 1980 auch eine knappe vollständige Layer-By-Layer-Lösung enthielt, aber im Hauptteil doch recht mathematisch war, und James G. Nourses „The Simple Solution to Rubik's Cube“ von 1981.

### Anfänger-Methode LBL (Layer by Layer)

#### Überblick
Die Anfänger-Methode, auch Beginner- oder Layer-By-Layer (LBL)-Methode genannt, ist die heute wohl bekannteste Lösungsmethode für den Zauberwürfel, jedoch kann sie mit den fortgeschrittenen Methoden nicht mithalten. Die Layer-By-Layer-Methode war auch diejenige, die in den ersten deutschen Veröffentlichungen von Bild der Wissenschaft und Spiegel beschrieben wurde.
Es existieren mehrere Varianten der Layer-By-Layer-Methode, unter anderem eine leicht verständliche Methode von Leyan Lo. Die Methode umfasst sieben Schritte: Zuerst wird ein weißes Kreuz gebildet, anschließend werden die Ecken eingefüllt. Danach werden die Kantensteine entsprechend eingefüllt, um als viertes auf der letzten (meist gelben) Fläche ein Kreuz zu erzeugen, woraufhin als fünfter Schritt die Positionierung der Kanten korrigiert wird. Als vorletzten Schritt positioniert man die Ecken, um sie schließlich korrekt auszurichten.

#### System
- Das Kreuz: Diese erste Phase wird intuitiv gelöst, da diese Methode eigentlich nur von Neulingen des Speedcubings angewandt wird.
- Einfüllen der Ecken: Hier gilt dasselbe wie beim vorherigen Schritt. Eigentlich ist es vollkommen intuitiv zu lösen, aufgrund mangelnder Erfahrung der Anwender liegen jedoch einige wenige Algorithmen vor. Am Ende dieser Phase ist die erste (weiße) Ebene komplett und die daran angrenzenden Ebenen haben eine Art kleines „T“ in ihrer jeweiligen Farbe.
- Einfüllen der Kanten: Für diesen Schritt gibt es genau zwei Algorithmen. Eine intuitive Durchführung ist nicht leicht. Am Ende dieses Schrittes sind die Slots befüllt.
- Kreuz auf der letzten Ebene: Auf der letzten Ebene wird durch wiederholtes Anwenden eines Algorithmus ein Kreuz erzeugt.
- Kanten positionieren: Die Kanten werden ebenfalls mit einem Algorithmus positioniert, den man gegebenenfalls mehrmals ausführt.
- Das Positionieren der Ecken ist wieder durch zwei Algorithmen möglich.
- Zum Drehen der Ecken ist kein neuer Algorithmus notwendig – ein bereits für Schritt 2 erforderlicher wird hier mehrmals angewandt, bis der Würfel gelöst ist.

#### Verwendung
Diese Methode wird Anfängern empfohlen, hat jedoch nicht genug Potential, um auf Meisterschaften von Nutzen zu sein, dort wird sie nur von wenigen Speedcubern angewandt. Selbst erfahrenen und geübten Cubern ist es schwer möglich, Zeiten unterhalb der 40-Sekunden-Grenze zu erreichen, wodurch die Methode für Wettbewerbe nicht konkurrenzfähig ist.

#### Optimierte Zugfolgen
Abweichend von der oben beschriebenen, schrittweisen Lösung zur Vervollständigung der zweiten und dritten Ebene wenden Fortgeschrittene abhängig von Stellung und Position der einzelnen Steine gezielt verschiedene Zugfolgen an, so dass weitere Korrekturen der Steine nicht mehr nötig sind.
So ist es beispielsweise möglich, bei optimaler Ausgangssituation die zweite Ebene mit nur acht Zügen und die dritte Ebene mit nur sechs Zügen komplett zu lösen.
Allerdings tritt dieser Idealfall in der Praxis nur selten ein. In der Regel sind für beide Ebenen jeweils eine Kombination von mindestens zwei Zugfolgen nötig.

### Fridrich-Methode/CFOP

#### Überblick
Die Fridrich-Methode, die in den 1980er Jahren von Jessica Fridrich entwickelt und 1997 erstmals im Internet veröffentlicht wurde, ist die populärste Methode für Fortgeschrittene, um den Rubik's Cube zu lösen.
Dieses System sieht vor, den Würfel in vier Schritten zu lösen: Zuerst das weiße Kreuz zu konstruieren, dann die ersten beiden Schichten (First two Layers) zu lösen, gefolgt von der Orientierung (Orientation last layer) und schließlich der korrekten Anordnung der letzten Seite (Permutation last layer). Deshalb wird die Fridrich-Methode auch CFOP (Cross, F2L, OLL, PLL) genannt.

#### System
- Das Kreuz – dieser Schritt hat das Ziel, auf der ersten (meist weißen) Seite, also der Seite mit dem weißen Mittelstein, ein weißes Kreuz zu bilden, bei dem die Kantensteine bereits an der korrekten Stelle sind. Dieser Schritt wird meist intuitiv gelöst und in den 15 Sekunden Inspektionszeit zurechtgelegt.
- F2L (aus dem Englischen „First two layers“, die ersten beiden Ebenen) bezeichnet den Schritt, in dem die sogenannten Slots befüllt werden. Dies kann sowohl intuitiv als auch auf Basis von Algorithmen geschehen. Diese gleichen in einigen Fällen jedoch der intuitiven Variante.
- OLL (aus dem Englischen „Orientation of the last layer“, Orientierung der letzten Seite) meint den Schritt, in dem die Farben der letzten Seite alle zu dieser ausgerichtet werden. Die letzte (meist gelbe) Seite besteht nach diesem Schritt nur noch aus gleichfarbigen Flächen. Es gibt hierfür 57 Algorithmen zu erlernen, 17 davon sind Spiegelfälle.
- PLL (aus dem Englischen „Permutation of the last layer“, Vertauschen der letzten Seite) steht für den letzten Vorgang, in dem die Steine, die die letzte Seite (last layer) bilden, untereinander vertauscht werden, um den Würfel schließlich zu lösen. Hierfür sind insgesamt 21 verschiedene Algorithmen notwendig. Davon sind 6 gespiegelt, einer rückwärts und einer gespiegelt und rückwärts, sodass nur 13 zu lernen sind.

#### Varianten
- „2-look“-Variante: Hier werden OLL und PLL nicht mit je einem Algorithmus abgeschlossen, sondern je in einen Schritt für die Kanten und einen für die Ecken zerlegt. Dies hat den Vorteil, dass weniger Algorithmen gelernt werden müssen (OLL: 10 statt 57, PLL: 7 statt 21), jedoch den Nachteil, dass mehr Züge benötigt werden, um den Würfel zu lösen. Da die 2-look-Algorithmen jedoch in den 1-look-Varianten enthalten sind, lohnt es sich, diese zuerst zu lernen.[10]
- CFCL (Cross, F2L, COLL, ELL): Hier werden nach dem F2L erst die Ecken des letzten Layers vollständig gelöst und darauf die Kanten. Mit 71 Algorithmen und einer ähnlichen Lösungslänge ist diese Methode nicht deutlich besser oder schlechter als die klassische CFOP-Methode.[11]
- 1LLL (one look last layer): Hier werden OLL und PLL in einem Schritt vollführt, wodurch ein Algorithmus gespart wird. Dies erfordert jedoch, 1211 Algorithmen für 3915 Fälle zu lernen, weshalb sie kaum genutzt wird.[12]
- ZB-Methode (Zborowski-Bruchem): Hier werden simultan zum Lösen des letzten Slots vom F2L die Kanten der letzten Ebene orientiert. Im letzten Schritt werden nun gleichzeitig die Ecken gedreht und das PLL durchgeführt. Mit 799 Algorithmen schlägt diese Variante 1LLL sowohl in der Anzahl der zu lernenden Algorithmen als auch bei der Länge der Lösungen (Durchschnittlich 45,43 Drehungen mit ZB und 47,19 mit 1LLL). Wiederum einer Variation der ZB-Methode ist die VH-Methode (Vandenbergh-Harris), welche 525 Algorithmen und im Durchschnitt 48,51 Drehungen benötigt.[13][14]

#### Verwendung
Die Fridrich-Methode ist die bei Weitem populärste Methode. Sie ist die am häufigsten vorkommende Methode bei Wettkämpfen und Meisterschaften. Auch der aktuelle Weltrekordhalter im Lösen des 3×3×3 Rubik’s Cube, Xuanyi Geng (耿暄一), erreichte eine offizielle Rekordzeit von 3,05 Sekunden mit der Fridrich-Methode.

### Roux-Methode

#### Überblick
Die von dem Franzosen Gilles Roux entwickelte Roux-Methode ist nach der Fridrich-Methode eines der populärsten Systeme. Der wesentliche Unterschied ist, dass bei der Roux-Methode weniger Algorithmen beherrscht werden müssen und der Würfel intuitiver gelöst werden kann. Die Schritte, in die die Roux-Methode sich zerlegen lässt, sind das Konstruieren eines 1×2×3-Blockes auf einer Seite, im zweiten Schritt das Bauen eines 1×2×3-Blocks auf der gegenüberliegenden Seite. Nachdem die vier übrigen Ecken gelöst wurden, werden die restlichen Cubies eingepasst.

#### System
- 1×2×3-Block – innerhalb dieses Schrittes ist es das Ziel, zuerst eine Kante korrekt zu platzieren und darum herum die beiden Slots zu befüllen. Dieser Schritt ist fast komplett intuitiv zu lösen.
- Ein weiterer 1×2×3-Block wird im folgenden Schritt konstruiert. Dieser Schritt ist ebenfalls intuitiv zu lösen und besteht ebenso aus dem Platzieren eines Kantstücks und dem anschließenden Befüllen der beiden anliegenden Slots.
- Die Letzten vier Ecken gilt es nun an die korrekte Position zu rücken. Dieser Schritt ist kaum intuitiv und wird nach mehr oder weniger starren Algorithmen durchgeführt.
- Der letzte Schritt ist recht umfangreich, denn es gilt, die verbleibenden sechs Kanten- und vier Mittelsteine an den rechten Ort mit der korrekten Richtung zu bringen. Dieser Schritt wird, was die Roux-Methode schließlich auszeichnet, fast komplett intuitiv bewältigt.

#### Verwendung
Die Roux-Methode findet hauptsächlich bei jenen Speedcubern Verwendung, die es als schwierig empfinden, Algorithmen auswendig zu lernen. Der Unterschied zu einigen anderen Methoden beim Speedsolving ist, dass im Durchschnitt nur rund 50 Züge für das Lösen benötigt werden. Folglich kann der Würfel schneller gelöst werden. Dem wirkt jedoch entgegen, dass das „Look ahead“ schwieriger ist, da auch Positionen beachtet werden müssen, die nicht direkt sichtbar sind. Dennoch ist diese Methode die am zweitmeisten verbreitete Methode bei Wettkämpfen.

### Petrus-Methode

#### Übersicht
Die Petrus-Methode wurde von Lars Petrus entwickelt. Sie hebt sich von den anderen Methoden in einem Aspekt sehr deutlich ab: Bei der Petrus-Methode gilt es keinesfalls, erst einmal eine Seite zu vervollständigen. Viele andere Methoden bauen eine solche Seite auf und müssen in ihren künftigen Schritten alles daraufhin lenken, die erste Ebene wiederherzustellen. Das versucht die Petrus-Methode zu vermeiden, sehr lange Zeit sind zwei Arbeitsebenen frei beweglich, mit denen (mehr oder minder) frei agiert werden kann.
Die Methode besteht aus sieben Schritten: Zuerst wird ein 2×2×2-Block gebildet, dieser wird dann zu einem 2×2×3-Block erweitert. Anschließend werden die Kanten gedreht, um danach die letzten zwei Ebenen fertigzustellen. Nach der Positionierung und Drehung der Ecken folgt schließlich die Positionierung der Kanten.

#### System
- Beim 2×2×2-Block gilt es zuerst, vier Steine an die korrekte Position zu bewegen und korrekt auszurichten. Dieser Schritt wird intuitiv gelöst.
- Zum Ausbauen zu einem 2×2×3-Block stehen schon wenige Algorithmen zur Verfügung, jedoch sind sie nicht zwingend notwendig.
- Als Nächstes dreht man die Kanten. Auf den zwei Ebenen, die noch frei beweglich sind, muss jeweils ein Kreuz gebildet werden.
- Erst in diesem Schritt geht man zu dem Fertigstellen der zwei Ebenen, also dem Positionieren zweier Ecken und dreier Kanten, über. Bis jetzt waren zwei Arbeitsebenen vorhanden.
- Das Positionieren der Ecken ist mit Algorithmen zu lösen, kann jedoch auch intuitiv behandelt werden.
- Es folgt das Drehen der Ecken, ebenfalls durch Algorithmen. Am Ende dieses Schrittes ist die letzte Ebene bereits einfarbig.
- Zum Abschluss werden die Kanten mithilfe von Algorithmen richtig positioniert. Am Ende dieses Zugs ist der Würfel gelöst.

#### Verwendung
Die ehemals sehr beliebte Methode gilt mittlerweile als eher veraltet. Dies liegt u. a. daran, dass sich Zauberwürfel technisch weiterentwickelt haben, wodurch die Anzahl der Bewegungen weniger, Ergonomie und Vorhersehbarkeit der Algorithmen umso wichtiger geworden sind. Lars Petrus persönlich gewann vor über 40 Jahren mit dieser Methode einmal die schwedischen Meisterschaften und erreichte den 4. Platz der Speedcubing-Weltmeisterschaft 1982. Mit dieser Methode sind mit viel Übung Zeiten von unter 15 Sekunden zu erreichen.